# Gaston Ragueneau

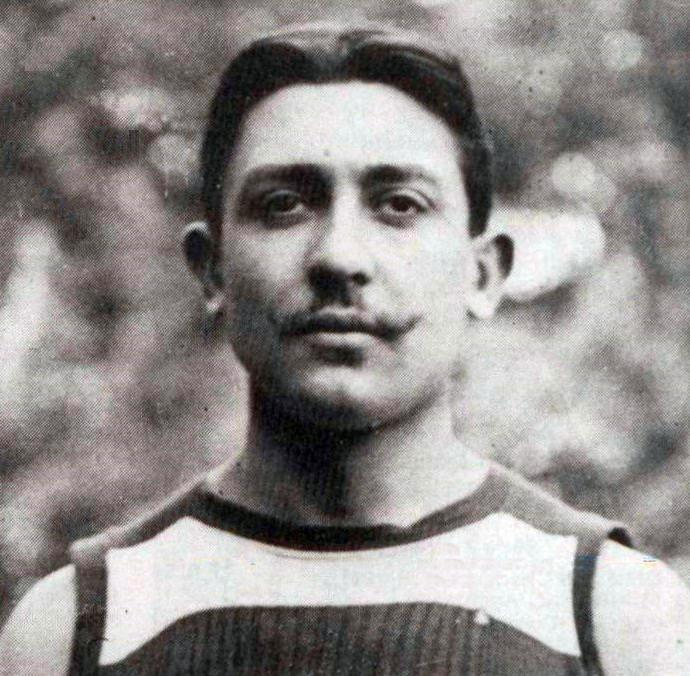
Gaston Ragueneau (um 1905)

Gaston Ragueneau (Adolphe Gaston Ragueneau; * 10. Oktober 1881 in Lyon; † 14. Juli 1978 in Draveil, Département Essonne) war ein französischer Langstreckenläufer.

## Leben
Von 1901 bis 1906 wurde er sechsmal in Folge nationaler Meister im Crosslauf.
Bei den Olympischen Spielen 1900 in Paris gehörte er zur französischen Auswahl im Mannschaftsrennen über 5000 m, die gegen ein britisch-australisches Team antrat. Auf beiden Seiten waren fünf Läufer im Einsatz, und Ragueneau wurde in der Einzelwertung Vierter. In der Gesamtwertung setzten sich die Briten durch und verwiesen die Franzosen auf den zweiten Rang.
Beim Fünf-Meilen-Lauf der Olympischen Zwischenspiele 1906 in Athen erreichte Ragueneau nicht das Ziel. Zwei Jahre später startete er bei den Olympischen Spielen 1908 in London über 1500 m, über fünf Meilen und im 3200-Meter-Hindernislauf, schied jedoch in allen Wettbewerben in der Vorrunde aus.